# Перро, Жюль-Жозеф
Жюль-Жозе́ф Перро́ (фр. Jules-Joseph Perrot; 18 августа 1810, Лион — 29 августа 1892, Сен-Мало) — французский танцовщик и балетмейстер, один из крупнейших представителей балета периода романтизма.

## Биография
Родился в Лионе 18 августа 1810 года в театральной семье (его отец был сценическим техником) и занимался танцем начиная с 9-летнего возраста. В десятилетнем возрасте он приехал в Париж; учился у Огюста Вестриса и танцевал в театрах «Гете» (1823) и «Порт-Сен-Мартен» (1826). Разработал свой собственный индивидуальный танцевальный стиль, подходящий для его не идеальной фигуры. Дебют Перро, состоявшийся в 1830 году на сцене Парижской оперы, был встречен публикой «на бис». В связи с тем, что отношения у Перро с его партнёршей, танцовщицей Марии Тальони, со временем ухудшились, танцор через несколько лет был вынужден покинуть Парижскую оперу. В 1833—1836 годах выступал в Лондоне, в 1834 — в Неаполе, где стал учителем, партнёром и гражданским мужем Карлотты Гризи. Начиная с 1836 года Перро выступал и как хореограф, важнейшей его работой стал балет «Жизель». С 1842 года — главный балетмейстер Королевского театра в Лондоне. Успехи его были столь значительны, что Перро в 1845 году мог для па де катр пригласить сразу четверых известнейших танцовщиц Европы: Марию Тальони, Карлотту Гризи, Люсиль Гран и Фанни Черрито.
В 1848 году приехал, по приглашению, в Россию, где сначала служил танцовщиком в балетной труппе, но на первых же порах своей деятельности зарекомендовал себя талантливым хореографом и балетмейстером и в 1851 году занял должность балетмейстера Императорского балета (ныне балетная труппа Мариинского театра) с обязательством сочинять и ставить на сцене ежегодно по два новых балета. В 1850 году к нему в Петербург приехала его гражданская жена Карлотта Гризи, к тому времени родившая дочь Мари-Жюли, но под руководством Перро продолжавшая с большим успехом профессиональную карьеру. В Санкт-Петербурге поставил 12 новых балетов, которые отличались драматической содержательностью; среди наиболее значительных постановок — «Эсмеральда», «Катарина, или Дочь разбойника», «Питомица фей», «Наяда и рыбак», «Фауст», «Армида» и «Эолина, или Дриада». Каждый танец был у него мимическим и пластическим выражением действия драмы; он умело пользовался кордебалетом, выпуская его на сцену лишь в исключительные моменты, достигая этим необыкновенного усиления впечатления. Известно также, что он сочинил ещё несколько дивертисментов для придворных спектаклей в Петергофе, Царском Селе, Эрмитаже и во дворце принца Ольденбургского.
В России Перро женился на своей ученице, «купеческой дочери» Капитолине Самовской-Воробьёвской (Воробьёвой). Имел в этом браке двоих детей.
В 1859 году его деятельность как хореографа почти прекратилась из-за болезней, а также домашних дел, требовавших его продолжительного отсутствия в Петербурге. В 1860 году он окончательно оставил службу при Дирекции Императорских театров и уехал с семьёй во Францию. Работал балетным педагогом.
Позже Перро купил виллу в Бретани, где жил с женой и детьми.
Скончался 29 августа 1892 года в Сен-Мало, получив солнечный удар на рыбалке. Похоронен на кладбище Пер-Лашез.

## Репертуар

#### Королевский театр в Хеймаркете, Лондон
- 12 марта 1842 — граф Альбрехт**, «Жизель» (Жизель — Карлотта Гризи)
- 22 июня 1843 — Маттео*, «Ундина» в собственной постановке (Ундина — Фанни Черрито)
- 9 марта 1844 — Грингуар*, «Эсмеральда» в собственной постановке (Эсмеральда — Карлотта Гризи, Феб — Артур Сен-Леон)
- 3 марта 1846 — Лейтенант Дьяволино*, «Катарина, или Дочь разбойника» в собственной постановке (Катарина — Люсиль Гран)

#### Театр Ла Скала, Милан
- 16 марта 1847 — шут Вийон*, «Одетта, или Безумие Карла VI» в собственной постановке (Одетта — Фанни Эльслер)
- 12 февраля 1848 — Мефистофель*, «Фауст» в собственной постановке (Маргарита — Фанни Эльслер)

(*) — первый исполнитель партии
(**) — первый исполнитель партии на данной сцене

## Постановки

#### Королевская академия музыки, Париж
- 1841 — «Жизель»* (совместно с Жаном Коралли, не был указан на афише)

#### Королевский театр в Хеймаркете, Лондон
- 1836 — «Тарантелла»
- 1842 — «Вечерний карнавал»
- 1843 — «Аврора», дивертисмент на музыку Цезаря Пуни (Охотник, влюблённый в богиню Зари — сам балетмейстер).
- 1843, 22 июня — «Ундина»* на музыку Цезаря Пуни (Ундина — Фанни Черрито, Маттео — сам балетмейстер)
- 1844, 9 марта — «Эсмеральда»* на музыку Цезаря Пуни (Эсмеральда — Карлотта Гризи, Феб — Артур Сен-Леон, Грингуар — сам балетмейстер)
- 1845, 12 июля — «Па-де-катр»* на музыку Цезаря Пуни для балерин Марии Тальони, Фанни Черрито, Карлотты Гризи и Люсиль Гран; премьера дана в присутствии королевы Виктории)
- 1846, 3 марта — «Катарина, или Дочь разбойника»*, балет в 3 действиях и 4 картинах на музыку Цезаря Пуни (Катарина — Люсиль Гран, Лейтенант Дьяволино — сам балетмейстер)
- 1846 — «Парижский приговор»
- 1848 — «Четыре времени года» на музыку Цезаря Пуни

#### Театр Ла Скала, Милан
- 1844 — «Мечта художника, или Одушевлённый портрет» (фр. Illusion d'un peintre), балет в 1 действии и 2 картинах на музыку Цезаря Пуни[3]
- 1845 — «Эсмеральда», балет в 3 действиях и 5 картинах на музыку Цезаря Пуни[4]
- 1847, 8 января — «Катарина, или Дочь разбойника», партитура Цезаря Пуни пересмотрена Джакомо Паницца[итал.] (Катарина — Фанни Эльслер)
- 1847, 16 марта — «Одетта, или Безумие Карла VI»* на музыку Джакомо Паницца[итал.] с танцами Джованни Байетти и Джованни Корфу (Одетта — Фанни Эльслер, шут Вийон — сам балетмейстер)
- 1848, 12 февраля — «Фауст»* на музыку Джакомо Паницца[итал.] с танцами Джованни Байетти и Микаэло Коста (Маргарита — Фанни Эльслер, Мефистофель — сам балетмейстер)

#### Большой театр, Санкт-Петербург
- 1848, 19 октября — «Мечта художника»[3]
- 1848, 21 декабря — «Эсмеральда»[4] по роману Гюго «Собор Парижской богоматери» на музыку Цезаря Пуни, сохранившаяся в репертуаре в обновлённом виде[5]
- 1849, 4 февраля — «Катарина, или Дочь разбойника»[6][7], позднее был возобновлён
- 1850, 14 ноября — «Своенравная жена», балет в 4 действиях и 5 картинах Левена и Ж. Мазилье на музыку А. Адана в постановке Ж. Перро с дополнениями в музыке Ц. Пуни[8][7]
- 1852 — «Война женщин, или Амазонки девятого века»
- 1854, 2 февраля — «Фауст»[9][5] балет в 3 действиях и 7 картинах на музыку Джакомо Паницца в редакции Цезаря Пуни[9]
- 1854 — «Маркобомба»
- 1855 — «Маркитантка» (по балету Артура Сен-Леона)
- 1855, 8 ноября — «Армида», балет в 4 действиях и 5 картинах на музыку Цезаря Пуни[10] из жизни крестоносцев[5]
- 1856 — «Мраморная красавица» (по балету Артура Сен-Леона)
- 1858, 12 января — «Корсар», балет в 4 действиях и 5 картинах А. Сен-Жоржа и Ж. Мазилье на музыку А. Адана в постановке Ж. Перро с дополнениями в музыке Ц. Пуни[11][7]
- 1858, 6 ноября — «Эолина, или Дриада», балет в 4 действиях и 5 картинах на музыку Цезаря Пуни[12]; последний из поставленных на петербургской сцене (Дриада — Амалия Феррарис[5], Злой гном — сам балетмейстер, в спектакле участвовала юная воспитанница класса А. Н. Богданова Екатерина Вазем[13])
- 1881, 30 января — «Наяда и рыбак», балет в 3 действиях на музыку Цезаря Пуни[14] (после отъезда балетмейстера из России и без его участия )

(*) — мировая премьера балета.

## Память
Жюль-Жозеф Перро изображён на двух картинах французского художника Эдгара Дега:
- «Урок танца» (1874); находится в коллекции Метрополитен-музея в Нью-Йорке
- «Урок танца» (написана в 1873—1875); находится в коллекции музея д’Орсе в Париже